# Soddy-Daisy
Soddy-Daisy város az USA Tennessee államában, Hamilton megyében. Lakosainak száma 13 070 fő (2020. április 1.).

## Népesség
A település népességének változása:
| Lakosok száma | 12 714 | 12 937 | 13 070 |
|               | 2010   | 2012   | 2020   |